# Échémos
Échémos (grec Ἔχεμος), roi de Tégée et d'Arcadie, est un personnage de la mythologie grecque. Fils d'Aéropos (fils de Céphée), il épousa Timandre et fut père de Laodicé.

## Mythologie
Il prit part au concours de lutte aux Jeux olympiques et fut successeur de Lycurgue au trône d’Arcadie.
Durant la guerre contre les Héraclides, où il cherchait à envahir le Péloponnèse, il se posa en rival d’Hyllos (qui avait assassiné Eurysthée pour la couronne des cités de Mycènes et Tyrinthe) et le tua en combat singulier, obtenant par là le repli de toute l'armée ennemie,.
Il fut inhumé à Tégée. Pausanias rapporte que son tombeau représentait sa lutte avec Hyllos et qu'Agapénor lui succéda.